# Zelotes caracasanus
Zelotes caracasanus este o specie de păianjeni din genul Zelotes, familia Gnaphosidae. A fost descrisă pentru prima dată de Simon, 1893.
Este endemică în Venezuela. Conform Catalogue of Life specia Zelotes caracasanus nu are subspecii cunoscute.